# Glastonbury Tor

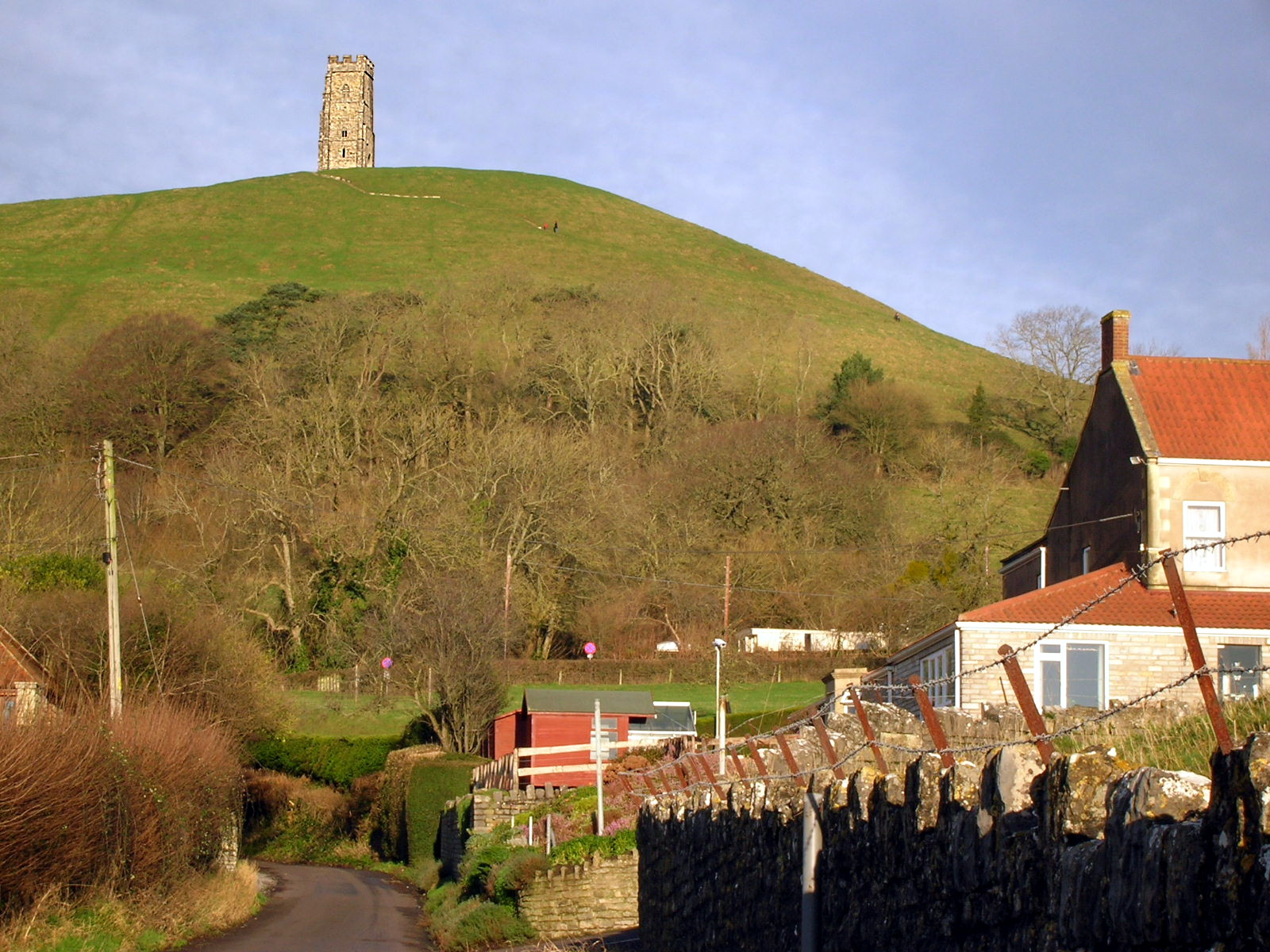

Glastonbury Tor (în limba celtică: Twr Avallach; Tor însemnând „deal”, „pământ”) este un deal înalt de 158 m, situat în apropiere de localitatea Glastonbury, comitatul Somerset, regiunea South West din Anglia, în vârful căruia se află un turn.
Prima biserică de pe deal a fost distrusă de cutremurul din 1275 și a fost reconstruită abia în sec. al XIV-lea. Turnul fără acoperiș, așa cum este astăzi, este tot ce a mai rămas din clopotnița bisericii „Sfântul Mihail”, ruinată după desființarea mănăstirilor în Anglia și Irlanda de regele Henric al VIII-lea al Angliei în 1535. În 1539 dealul a servit ca loc de execuție a ultimului abate al mănăstirii din Glastonbury, Richard Whiting, și a doi frați călugări ai săi.
Descoperiri arheologice au arătat că locul a fost vizitat și probabil locuit încă din timpuri străvechi.

## Legende și tradiții
Legenda spune că sfântul Iosif din Arimateea a venit și a ascuns cupa sfântă a Graalului într-o peșteră aflată sub deal. 
Tradiția identifică Glastonbury Tor cu insula magică Avalon, înconjurată de ape, socotită a fi locul în care a fost făurită sabia Excalibur a regelui Arthur. 
Tot tradiția locală leagă dealul de vizita sfântului Patrick înainte de plecarea sa în Irlanda.